# Lleis de Kirchhoff
Les lleis de Kirchhoff són un parell de lleis que tracten de la conservació de la càrrega i l'energia als circuits elèctrics i foren descrites per primera vegada el 1845 pel físic alemany Gustav Robert Kirchhoff. Ambdues lleis poden ser deduïdes de les equacions de Maxwell, però Kirchhoff precedí a Maxwell i, en compte d'això, generalitzà el treball de Georg Ohm.

## Llei dels nodes

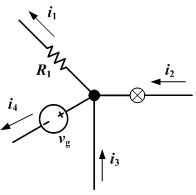
i_{1} + i₄ = i₂ + i₃

Aquesta llei també s'anomena llei de Kirchhoff del corrent, llei dels nusos o primera llei de Kirchhoff. El principi de conservació de la càrrega elèctrica implica que en qualsevol punt d'un circuit elèctric on la densitat de càrrega no canvia amb el temps, la suma dels corrents que flueixen cap a aquest punt és igual a la suma de corrents que ixen en aquest punt.
Una densitat de càrrega canviant en el temps significaria l'acumulació d'una càrrega neta positiva o negativa, que típicament no pot passar d'una manera significant per la magnitud de les forces electroestàtiques: l'augment de la càrrega faria que les forces de repulsió dispersessin les càrregues.
Tanmateix, un augment de la càrrega pot donar-se en un condensador, on la càrrega es distribueix per unes làmines paral·leles, amb una separació física en el circuit que evita que les acumulacions de càrregues positives o negatives en aquestes dues làmines es toquessin i s'anul·lessin. En aquest cas, la suma dels corrents que flueixen cap a una làmina del condensador no és zero, sinó que més aviat seria igual a la velocitat d'acumulació de la càrrega. Així i tot, si el corrent de desplaçament dD/dt s'inclou, la llei dels nodes de Kirchhoff es torna a complir (Açò sols és necessari si hom vol aplicar la llei dins del condensador. En l'anàlisi de circuits els condensadors solen tractar-se com un tot, i en eixe cas el corrent ordinari es manté, ja que la càrrega és sempre zero.)
Més tècnicament, la llei de Kirchhoff del corrent pot trobar-se agafant la divergència de la llei d'Ampère amb la correcció de Maxwell i combinant-la amb la llei de Gauss, obtenint:
{\displaystyle \nabla \cdot \mathbf {J} =-\nabla \cdot {\frac {\partial \mathbf {D} }{\partial t}}=-{\frac {\partial \rho }{\partial t}}}
Esta és simplement l'equació de la conservació de càrrega (en forma d'integral diu que el corrent que flueix cap a fora d'una superfície és igual a la velocitat de pèrdua de càrrega en l'interior d'un volum tancat). La llei del corrent de Kirchhoff és igual a l'afirmació que la divergència del corrent és zero, cert si ρ no varia amb el temps, o sempre cert si el desplaçament del corrent s'inclou en J.

## Llei de les malles

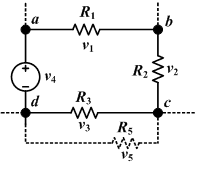
v_{1} + v₂ + v₃ + v₄ = 0

Aquesta llei també s'anomena llei del voltatge de Kirchhoff o segona llei de Kirchhoff. El principi de conservació de l'energia implica que la suma algebraica (amb signe) de totes les diferències de potencials al voltant d'un circuit ha de ser zero. D'altra forma, seria possible construir una màquina de moviment perpetu on passés un corrent en cercle al voltant del circuit. Aquesta llei té una subtilesa en la seua interpretació, atès que en presència d'un camp magnètic canviant el corrent elèctric no és conservatiu i, per tant, no pot definir un potencial escalar magnètic pur, la integral de línia del camp elèctric al voltant del circuit no és zero. De forma equivalent, l'energia és transferida del camp magnètic al corrent (o a l'inrevés). Per a "arreglar" la llei de les malles en aquest cas, s'associa una caiguda de potencial efectiva o força electromotriu (fem) a la inductància del circuit, exactament igual a la quantitat per la que la integral de línia del camp elèctric no és zero per la llei d'inducció de Faraday.